# 澤宗紀
澤 宗紀（さわ むねのり、1979年4月20日 - ）は、日本の元プロレスラー。

## 経歴
1998年
- 高校卒業後に格闘探偵団バトラーツのアマチュアジム「B-CLUB」からバトラーツに入門。
- 当時は珍しかったプロレス団体によるアマチュアマッチ第1回『アマチュアバトラーツ グラップリングB』において、ベストファイター賞に選出される。その際、石川雄規から『何か、おまえとは数年後にタッグを組んでいる気がする』と告げられ、それから8年後のビッグマウス・ラウド後楽園ホール大会において、その言葉が現実のものとなった。
- その後、バトラーツでの練習を主に担当していた岡本魂が怪我で表舞台から姿を消し、つられるようにフェードアウト。

2000年
- U.W.F.スネークピットジャパンに入門。
- 大学卒業後はCM会社に就職するも、わずか2週間で退社。

2002年
- 9月14日、東京・Z-Zone NAGAYAMAにてキングダムエルガイツにおける高津十樹戦で総合格闘技デビュー。

2003年
- 8月31日、プロレス団体「TAMA」における長瀬館長戦で素顔でのプロレスデビュー（これ以前に「スラッシュ・サード」という覆面レスラーとしてペドロ高石と対戦している）。
- その後、素顔でプロレスリングrに移籍して週末は新狭山にあるショーパブで薄いマットを敷いての1試合2000円という非公式な試合や、国際プロレスプロモーション、アジアン・スポーツ・プロモーションで経験を積む。

2005年
- 原点である石川雄規のバトラーツに出戻る。
- 6月5日、格闘探偵団バトラーツにおける関本大介戦で再デビュー。
- 11月27日、全日本コンバットレスリングオープン選手権80kg級優勝（出場選手は澤を含め3人だった）。

2006年
- 3月22日、ビッグマウス・ラウドのリングにおいて念願の石川雄規とのタッグが実現。
- 12月31日、インディーサミットにおける飯伏幸太との対戦中、わき腹をアバラ軟骨亀裂骨折。

2007年
- 1月27日プロレスリングZERO1-MAXの大会で復帰。
- 6月29日、IGF旗揚げ戦「闘今BOM-BA-YE」に出場して石川雄規にTKO勝ち。師匠越えを果たした。

2009年
- 3月、オーストラリア・アデレードで行われた芸術祭 「アデレード・フリンジ・フェスティバル」において、日本からのサムライアートとして富豪2夢路、澤宗紀、小笠原和彦、ヌンチャク・アーティストの宏樹が招待され試合を行った。試合は『地下プロレスEXIT』として行われ、試合会場はレストランに薄いマットを敷き、3日間試合を行った。また、ストリートパフォーマンスとしてアデレード市街で澤宗紀vs富豪2夢路の路上マッチ、宏樹によるヌンチャクパフォーマンス、小笠原和彦による空手の演武が行われた。
- 5月29日、旧JCBホールで行われたキン肉マン生誕30周年を記念したプロレスイベント『キン肉マニア2009』においてウォーズマンのスーツアクターを担当したとされている。
- 6月28日、DDTプロレスリング後楽園ホール大会のメインで組まれた無差別級挑戦者決定トーナメント決勝戦に出場予定だった飯伏幸太が急性咽頭炎のため欠場。その代役として高木三四郎が即決でオファーしたのが澤だった。2日前の緊急決定、さらにはその日の2試合目にもかかわらず、後楽園ホールを揺るがす大熱戦を展開。その様を見た高木三四郎はその場で両国国技館大会出場を打診し、参戦が決定した[1]。また、これがきっかけとなり後に高木と「変態大社長」を結成することとなる。
- 9月、頸堆ヘルニアのため欠場。
- 10月24日、復帰戦で佐藤耕平、KAMIKAZE組が持つNWAインターコンチネンタルタッグ、そして自身が持つNWAインターナショナルライトタッグのベルトをかけ、ダブルタイトル戦に挑戦。相棒の日高郁人がKAMIKAZEを下し、ヘビー・タッグの2冠王となる。
- 11月29日、東京ビッグサイトで行なわれた「国際ロボット展」において、澤がROBO-ONE優勝者のロボット「真グレートキングカイザー」に対戦表明。人類初の『ロボットvsプロレスラー』を実現させた。試合中、澤は司会者からロボットの製作費が数百万円というアナウンスに怯えるもドロップキックを炸裂させダウン奪取。しかしその後のシャイニング・ウィザードをよけられ、パンチ3連発を浴びてTKO負けを喫した。

2010年
- 1月10日、DDT名古屋大会、今池ガスホール大会にてインフルエンザで欠場した高木三四郎の代役として登場。DDT対CEO率いるベルトハンターハンター全面対抗5対5勝ち抜き戦で、ヨシヒコとマサ高梨に勝利した澤は同時に第828代アイアンマンヘビー級メタル王者となる（数秒後にタノムサク鳥羽に奪われる）。
- 1月17日、アメリカで旗揚げされた新団体『EVOLVE』に参戦。シングルマッチでTJPと闘いお卍固めで勝利。
- 1月27日  プロレスリングZERO1新宿FACE大会におけるNWAインターコンチネンタルタッグ王座戦において、相棒タッグは大谷晋二郎・曙のタッグチーム『華斬』の挑戦を受けたが大谷のスパイラルボムで澤が敗れ初防衛に失敗した。
- 2月11日、DDT後楽園ホール大会において高木三四郎とのタッグ「変態大社長」でKUDO＆ヤス・ウラノ組のKO-Dタッグ王座に挑戦。お卍固めでウラノからギブアップを奪い、第31代王者となる。このとき澤の「初防衛は路上でやりましょう」という発言[2]がきっかけとなり鉄工所、公園、廃屋や両国国技館全体など様々な場所で防衛戦を繰り広げた。
- 3月、ドイツのプロレス団体wXwが毎年行なうトーナメント「16 CARAT GOLD 2010」に出場。1回戦ポール・トレイシーにお卍固めで勝利したものの、次戦のビッグ・ヴァン・ウォルターにはパワーボムで敗れ2回戦で敗退。急遽組まれたタイトル戦「wXwジュニア・チャンピオンシップ」でザック・セイバーJr.に挑戦したが足とり腕十字固めで敗れている。
- 6月、バトラーツの仕事の合間に幼稚園教諭としても従事していた（澤は幼稚園教諭免許所有者である）。また、その様子がサムライTVの『インディーのお仕事』で3週に渡り放送されている。
- 9月11日、アメリカ・ニュージャージーで開催された『EVOLVE5』のメインイベントでブライアン・ダニエルソン対澤のシングルマッチが行われた。ブライアンのWWE契約後であったため、日程は何度も頓挫しかけたが9月11日に実現。 澤は試合前のプロモーションにおいて、新宿ゴールデン街の路上で山本裕次郎と激しく戦う映像をアメリカに送りつけた。試合はブライアンがバトラーツの世界に入り込み、壮絶な打撃戦の末、ラーベルロックで澤から勝利した。

2011年
- 8月21日、バトラーツ北千住大会での試合後、自身が所属するバトラーツ解散に伴い引退することを発表。
- 引退に際し週刊プロレスモバイルにコメントを寄せている「僕がプロレスをやっている意義はバトラーツという会社を大きくすることでした。20代半ばから30代前半まで毎日をその時間につぎ込みました。結果的にクローズしてしまいますけど。僕はプロレスありきのバトラーツではなくバトラーツという自分が大好きな団体ありきのプロレスだったのでバトラーツが終わった後のことは、例えばどこか他の団体に入ったりだとかそういうことは全く自分でイメージがつきません。あと毎試合毎試合引退試合のつもりでやりすぎぐらいがちょうどいい闘いをと公言してきましたがやっぱりやりすぎたかなと。その辺を含めまして、バトラーツ11月5日新宿大会解散興行。これを絶対成功させてその数日後に僕も引退しようと思います。本当は11月5日バトラーツと一緒に引退しようかと思ったんですけどそうするとやっぱり11月5日のテーマが解散なので僕の引退も入るとちょっと焦点がぶれてしまうので。ジムを見送り、石川屋を見送り、吉川祐太を見送り、及川千尋を見送り、矢野啓太も退団して、みんな一人ひとり見送ってきました。最後に、格闘探偵団バトラーツという、僕の大好きだった団体を見送って、選手生命を終わろうと思います。」
- その後、引退まで国内外・プロアマ、果てには大学構内や花やしきなど場所すらも問わず時間のある限り参戦する「やりすぎ」なスケジュールを送った。一方で、バトラーツの解散興行に元メンバーを集めるため奔走。当日は不仲が囁かれた元メンバーたちを集め解散に花を添えた。
- 11月9日、バトラーツ解散から4日後のZERO1後楽園大会にて、先輩である日高郁人との引退試合を行なった。団体解散に伴って本来はフリーという立場だが本人の意向により格闘探偵団バトラーツの澤としてコールされた。
- 試合は、日高の必殺技を何度も浴び、最後は両手を広げ野良犬ハイキックを正面から受け止め10カウントKO負けを喫した。
- 試合後、10カウントゴングを終えると澤は足早に控え室に移動。そして「それでは歌って終わりましょう」と、この日参戦した選手や縁のある選手と共に『いい湯だな』の替え歌を披露した。「ババンババンバンバン ババンババンバンバン。いいもんだ プロレスは さよならするのはつらいけど。決めたこと しかたがない やりすぎくらいがちょうどイイ」
- 「僕が引退しても全団体のレスラーが一所懸命戦います。これからもプロレスを応援よろしくお願いします！それではごきげんよう！また来週！」
- 「来週はねぇよ」と突っ込まれながら最後まで笑いの絶えない澤らしい引退セレモニーとなった。

### 引退後
- 「引退後もバカなことをやり続けたい」と語り、今後の目標を問われた際には「パレード、指揮者、それと海女をやりたい」と抱負を述べた。2011年12月、博多で行われた福岡ソフトバンクホークスの日本一凱旋パレードにスタッフとして参加した姿が目撃され早くも一つ目を目標を達成した。
- 2011年12月31日、年越しプロレス2011年において2011年度インディープロレス大賞MVPを受賞。名前が発表されると現役時代のコスチュームのまま何故かマンモス半田を引き連れ入場。リング四方を周りながら客席にタオル・レガース・ニーパットなどコスチュームを次々脱いでは投げ入れて最後はマンモス半田の持つスーツに着替えリングインした。
- 2012年1月、AERA1月15日号において『解散興業を満席にしたもう一人の「澤」』として記事が掲載された。
- 2014年11月、プロレスキャノンボール2014にてDDTスペシャルチームの対戦相手としてランジェリー武藤名義で試合を行う。当時のメディア・SNS等ではシークレットとされていたが、2015年2月公開の「劇場版プロレスキャノンボール2014」にて明かされる。
- 2016年3月26日、新宿FACEで開催されたタケシマケンヂ卒業興行にて、タケシマのラストシングルマッチの対戦相手Xとして澤が登場。引退後初の公式試合を行う。10月16日、UTANフェスタ2016にてDDTが試合前に開催する大人のプロレス教室に子供連れで登場。
- その後も柔術の試合やZSTのグラップリングマッチ等に出場を続けている。
- 2018年2月、DDT練馬大会にて、かつてのパートナー高木のピンチに駆けつけ救出し抱擁。変態大社長が復活。
- 3月25日、一般人・澤宗紀としてDDT両国国技館大会に参戦。
- 2018年4月5日と6日にニューオーリンズで行われるEVOLVEの興行（通称『裏レッスルマニア』）に出場[3]。
- 2025年8月19日、高木三四郎デビュー30周年プロジェクト「超日本プロレス」旗揚げ戦に参加し、メインイベントの6人タッグ戦に出場。試合後に高木から、10月に開催予定の第2戦でエキシビションマッチの対戦相手に指名され、これを快諾した[4]。

## 得意技
やりすぎドラゴンスープレックス
ろくでなし腕ひしぎ逆十字固め
足取り式腕ひしぎ逆十字固めと同型。
お卍固め
シャイニングウィザード
バズソーキック
仰向けになった相手の上半身を起こして相手の左側頭部を振り抜いた右足の甲で蹴り飛ばす。
伊良部パンチ
野球の投球フォームから繰り出すフック。
各種キック

## 入場曲
- リボルバー・ジャンキーズ（THEE MICHELLE GUN ELEPHANT）

## タイトル歴
- 武勇伝杯争奪タッグトーナメント優勝
- NWAインターコンチネンタルタッグ王座
- NWAインターナショナルライトタッグ王座
- オープン・ザ・お笑いゲート王座
- KO-Dタッグ王座
- 天下一Jr.優勝
- 世界地下王座
- 大中華統一中原タッグ王座
- 日本インディー大賞MVP

## 映画出演
- 平成トンパチ野郎〜男はツラだよ〜（マジカル / グラッソ）（2009年）

## ランジェリー武藤
ランジェリー武藤（ランジェリーむとう）は、澤が扮するコミックレスラー。プロレス団体「珍日本プロレス」所属を名乗っている。

### 経歴
スキンヘッドのかつらを装着し、女性用下着を身に纏った姿で武藤敬司の動きを模写する。武藤同様、膝に爆弾を抱えており、どこを攻められても必ずその痛みは膝を直撃するというギミックが持ち味。主戦場は澤宗紀名義でも参戦するプロレスリングZERO1-MAXだが、他のインディー団体にも度々参戦している。
2006年4月28日、"brother"YASSHIの自主興行『新宿カス野郎プロレス』新宿FACE大会にシークレットゲストとして現れた本物の武藤から「神奈月より似てるな」と本人からお墨付きを得た。その際「シャイニングウィザード使用料1回2000円だぞ」と返答に困る冗談を言われていた。全日本プロレス主催の武藤祭りで行なわれた武藤ランブルでは、試合中の武藤にランジェリーを渡し武藤を逆に困らせている。5月5日、ZERO1-MAX後楽園ホール大会にて、大森隆男戦で敗れた際、大森をランジェリー大森にしてしまうという離れ業をやってのけた。
タッグチーム『変態大社長』でタッグを組む高木は、蝶野正洋をモチーフとしたブラジャー蝶野としてランジェリー武藤とタッグを組んだことがある。
FIGHTING TV サムライの番組『速報☆バトルメン』に出演した和田京平（レフェリー）は「鈴木みのるが気仙沼で興行をやった時にランジェリー武藤も来てさ。そこに津波で家族を亡くして、それ以来ずっと笑っていなかったっていう方がいたんだよ。その人がランジェリー武藤の試合を見て笑って周りの人が何々さんが笑ったって喜んでたんだよ。俺はプロレス凄いと思ったね」と胸を打つエピソードを紹介した。
。
過去に天山広吉をモチーフとしたバレリーナ天山を練習したが完成には至らず断念している。
2011年11月6日、ZERO1ベルサール六本木大会でランジェリー武藤の引退試合が行われた。

### 得意技
シャイニングウィザード
ドラゴンスクリュー
足4の字固め

### タイトル歴
- アイアンマンヘビーメタル級王座
- オープン・ザ・お笑いゲート王座